# Takatalvi
Takatalvi е третото ЕР на финландската пауър метъл група Соната Арктика. Записано е в студио „Tico Tico“. „Takatalvi“ е финска дума, означаваща „завръщане на зимата“, т.е. кратък студен период през пролетта.

## Участници
- Тони Како – вокали
- Яни Лииматайнен – китара
- Томи Портимо – ударни
- Марко Паасикоски – бас китара
- Хенрик Клингенберг – клавишни